# دمیترو زابرچنکو
دمیترو زابرچنکو (انگلیسی: Dmytro Zabirchenko؛ زادهٔ ۱۵ ژوئن ۱۹۸۴) بازیکن بسکتبال اهل اوکراین است.